# Leicester City Football Club
El Leicester City Football Club, també conegut com a the Foxes (les guineus, en anglès), és un equip de futbol professional anglès amb seu a Leicester, concretament al King Power Stadium.
La temporada 2015-16 van guanyar el títol de la màxima competició anglesa de futbol per primer cop en la seva història.
El club es va fundar el 1884 amb el nom de Leicester Fosse, disputant els seus partits com a local en un terreny proper a Fosse Road. El nom Leicester City es va adoptar el 1919.
L'equip es va traslladar a Filbert Street el 1891, on va jugar durant 111 anys, per després traslladar-se al veí Walkers Stadium el 2002. El 2013, després de canviar de propietari, es va canviar el nom del seu camp pel de King Power Stadium.
El Leicester City va ser escollit per disputar la Football League el 1894. Des d'aleshores, els seus millors resultats han estat el campionat de lliga de la temporada 2015-2016 i la segona posició aconseguida en la lliga de la temporada 1928-29, així com vuit títols de la segona divisió (rècord absolut), i un de tercera divisió. També han aconseguit adjudicar-se tres vegades la Copa de la Lliga, i han disputat en cinc ocasions la final de la FA Cup, de les quals n'han guanyat una. L'equip només ha estat una temporada per sota de les primeres dues divisions del futbol anglès, concretament la temporada 2008-09, quan van guanyar la Football League One.

## Història

### Fundació
Format el 1884 per un grup d'exalumnes de l'Escola Wyggeston com "Leicester Fosse", l'equip es va unir a l'Associació Anglesa de Futbol el 1890. Abans d'establir-se a Filbert Street, el 1891, el club va disputar els seus partits en cinc terrenys diferents, entre els quals es trobava el Victoria Park, al sud-est del centre de la ciutat, i els Belgrave Road Cricket and Bicycle Grounds. L'equip també es va unir a la Midland League el 1891, ascendint a la Segona Divisió de la Football League el 1894 després de quedar en segona posició. El primer partit professional del Leicester va ser una derrota per 4–3 contra el Grimsby Town, mentre que la primera victòria es va produir la setmana següent contra el Rotherham United, en un partit disputat a Filbert Street. En aquella mateixa temporada es va presenciar la que segueix essent la victòria per més diferència de gols de la història del club, corresponent a un partit de la FA Cup en què el Leicester va derrotar el Notts Olympic per 13 a 0. La temporada 1907-08 l'equip va acabar segon a la Segona Divisió anglesa, fet que li permeté l'ascens a la primera divisió, la més alta del futbol anglès. Tot i així, l'equip va baixar després d'una única temporada, patint a més la que encara avui dia és la derrota més important de la història del club, un 12-0 contra el Nottingham Forest.
El 1919, quan la lliga de futbol es va tornar a disputar, després de la Primera Guerra Mundial, el Leicester Fosse va deixar de competir a causa d'unes dificultats econòmiques de les quals se'n desconeixen els detalls. Aleshores el club es va reformar com a "Leicester City Football Club", particularment apropiat car la municipalitat de Leixester havia adquirit recentment la categoria de ciutat. Després del canvi de nom el club va gaudir d'un èxit moderat durant la dècada de 1920; dirigit per Peter Hodge, que deixà l'equip el maig de 1926 per ser substituït, dos mesos més tard, per Willie Orr, i amb el golejador estrella Arthur Chandler, van aconseguir adjudicar-se el títol de la Segona Divisió la temporada 1924-25 i van aconseguir la seva millor posició històrica a Primera la temporada 1928-29, quan van quedar en segona posició a només un punt dels campions, el Sheffield Wednesday. Això no obstant, durant la dècada de 1930 l'equip va patir un retrocés en la seva sort, amb el descens la temporada 1934-35 i, després d'un ascens la temporada 1936-37, un nou descens la temporada 1938-39, que el faria acabar la dècada a la Segona Divisió.

Posicions històriques del Leicester City a la lliga anglesa

### Després de la Segona Guerra Mundial
El Leicester va arribar a la seva primera final de copa el 1949, on va perdre contra el Wolverhampton Wanderers FC per 3-1. Tot i així, la setmana següent l'equip va apoder celebrar la seva permanència a la Segona Divisió després d'empatar en el darrer partit de la temporada. El 1954 el Leicester va guanyar el campionat de Segona Divisió, ajudat per Arthur Rowley, un dels màxims golejadors històrics de l'equip. Tot i que van perdre la categoria la següent temporada, el 1957 van aconseguir tornar a Primera dirigits per Dave Halliday, amb Rowley marcant la xifra rècord de 44 gols en una temporada. El Leicester es va mantenir a Primera fins al 1969, convertint-se en el període més llarg que aconseguia mantenir-se a la primera divisió.
Sota la direcció de Matt Gillies i el seu assistent Bert Johnson, el Leicester va aconseguir disputar la final de la FA Cup en dues noves ocasions, tot i que perdé en ambdós casos (1961 i 1963). Com que la final del 1961 la van perdre contra els també campions de lliga, el Tottenham, el Leicester va esdevenir el representant anglès a la Recopa d'Europa de 1961-62. La temporada següent, l'equip va aconseguir liderar la primera divisió en acabar la primera volta; a causa del seu bon joc en els diversos camps anglesos, coberts de gel i de neu en aquella època de l'any, aquell equip del Leicester va passar a ser conegut com els "Ice Kings" (reis del gel). Finalment el Leicester va acabar en quarta posició, millor classificació històrica del club des de la Segona Guerra Mundial. Gillies va guiar al Leicester cap al seu primer títol professional el 1964 quan van aconseguir derrotar a l'Stoke City (4–3 en el global) en la final de la Copa de la Lliga. L'any següent el Leicester tornaria a disputar la final de la Copa de la Lliga, però va perdre per 3-2, en el global de la final, contra el Chelsea FC. Gillies i Johnson es van convertir en una gran influència per al futbol anglès per la seva versió del "whirl" i del sistema "switch", que van superar les formacions tradicionals 1–11 d'Anglaterra. Després d'un mal inici de temporada, Matt Gillies va dimitir el novembre de 1968. El seu successor, Frank O'Farrell, es va veure incapaç d'evitar el descens, tot i que el club va arribar a la final de la FA Cup d'aquella temporada, fita que no es repetiria fins a l'actualitat, i que va perdre per 1-0 contra el Manchester City.

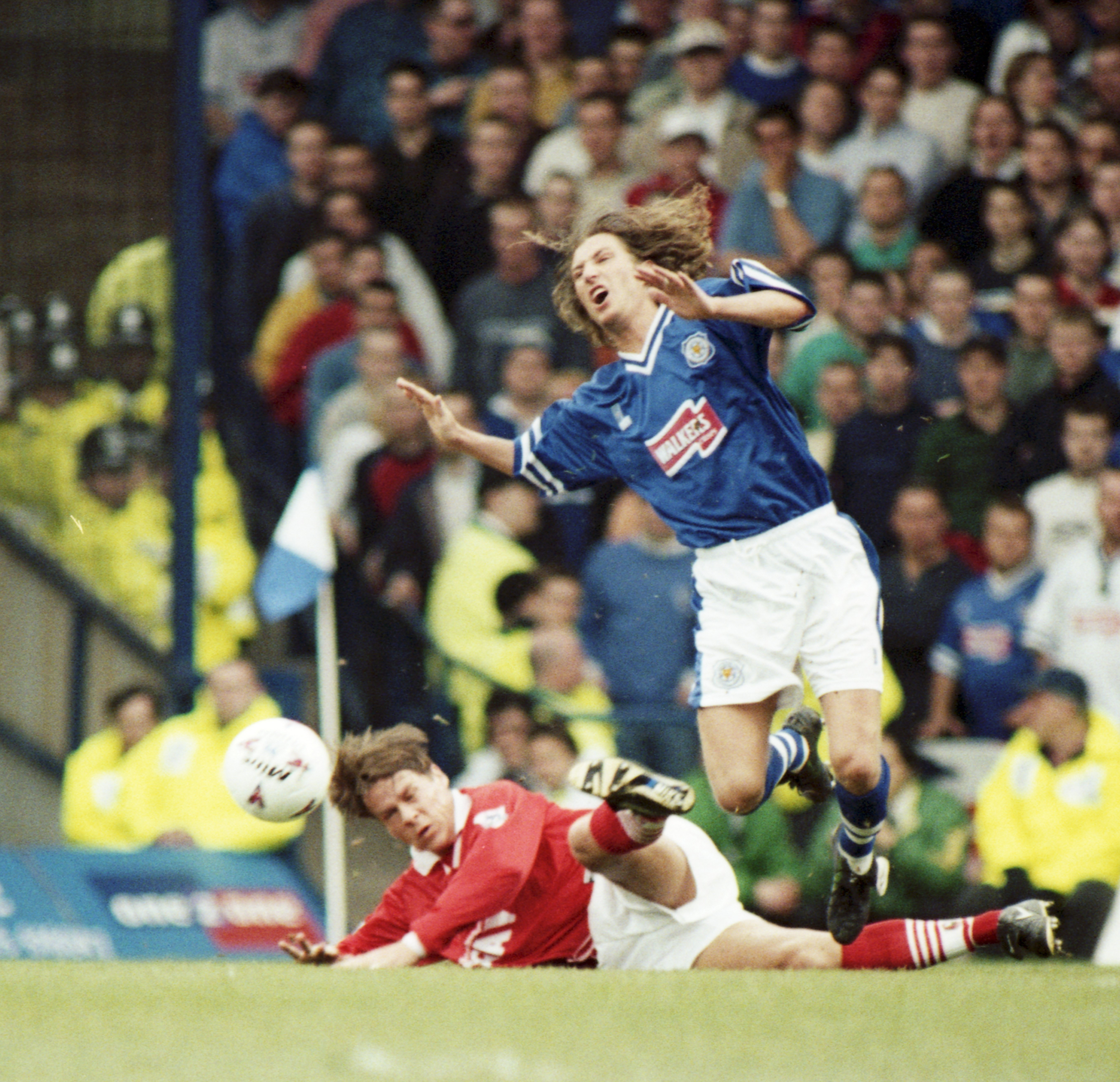
Robbie Savage jugant contra el Barnsley FC durant la temporada 1997-98.

El 1971, el Leicester va retornar a la primera divisió, aconseguint adjudicar-se la Charity Shield per primera i única vegada a la seva història. Com que l'Arsenal FC, equip que havia aconseguit el doblet la temporada anterior guanyant lliga i copa, no podia participar en aquesta competició per culpa dels seus compromisos internacionals, inusualment es va decidir que la Charity Shield fos disputada entre el Leicester, campió de la Segona Divisió, i el Liverpool FC, subcampió de la FA Cup. Finalment, el Leicester s'imposaria per 1–0. Jimmy Bloomfield va ser nomenat nou entrenador de l'equip per aquella temporada, aconseguint mantenir el club a primera divisió durant el seu mandat. Des d'aleshores, l'equip no ha aconseguit mantenir-se tants anys a la màxima divisió del futbol anglès. La temporada 1973-74, a més, el Leicester va aconseguir classificar-se per les semifinals de la FA Cup.
Frank McLintock, jugador històric de l'equip de finals dels anys 50 i dels anys 60, va succeir Jimmy Bloomfield el 1977. El Leicester va perdre la categoria la temporada 1977-78 i McLintock va dimitir. Jock Wallace va continuar la tradició del club d'entrenadors escocesos d'èxit (després de Peter Hodge i Matt Gillies) en convertir el Leicester en campió de la Segona Divisió la temporada 1979-80. Això no obstant, Wallace es veié incapaç de mantenir l'equip a la primera divisió, tot i que van disputar les semifinals de la FA Cup el 1982. Mentre Wallace dirigia l'equip, es va produir l'emergència d'un dels jugadors més famosos sorgits de les categories inferiors del Leicester, Gary Lineker, que acabaria jugant al FC Barcelona. El següent entrenador del Leicester va ser Gordon Milne, que va aconseguir pujar l'equip a Primera el 1983. Lineker va ajudar al Leicester a mantenir la categoria, tot i que finalment va ser venut a l'Everton FC, el 1985, i dos anys més tard l'equip tornaria a perdre la categoria, no havent-se vist capaços de contractar un jugador per acompanyar la seva altra estrella, Alan Smith, que acabaria marxant traspassat a l'Arsenal després del descens.
Milne va marxar el 1986, essent substituït per David Pleat, que al seu torn seria despatxat el gener de 1991 quan el Leicester es trobava en perill de descens a la Tercera Divisió. Gordon Lee va ocupar el seu lloc fins a final de temporada. El Leicester va aconseguir vèncer en el darrer partit de la temporada, salvant-se així del descens a la tercera divisió del futbol anglès.
Brian Little va fer-se càrrec de la direcció de l'equip el 1991, guiant el Leicester la temporada 1991-92 a disputar la promoció per disputar la recentment creada FA Premier League, tot i que van perdre contra el Blackburn Rovers per culpa d'un penal transformat per l'exjugador de l'equip Mike Newell. El club va tornar a disputar la promoció d'ascens la temporada següent, on van perdre per 4–3 contra el Swindon Town FC. La temporada 1993–94 el Leicester va aconseguir, finalment, l'ascens a la Premier League, després de derrotar en la promoció al Derby County per 2–1. Little va dimitir el novembre següent per fer-se càrrec de la direcció de l'Aston Villa, i el seu successor, Mark McGhee, va ser incapaç de salvar al Leicester d'acabar penúltim la temporada 1994-95.

### 1995–2010
McGhee, inesperadament, va abandonar l'equip el desembre de 1995 quan el Leicester era el líder de la primera divisió (la segona categoria del futbol anglès, per sota de la Premier League), per fer-se càrrec del Wolverhampton Wanderers FC.
El seu substitut fou Martin O'Neill. Amb O'Neill, el Leicester es va classificar per la fase de promoció de la temporada 1995-96, on va derrotar el Crystal Palace per 2–1 gràcies a un gol d'última hora de Steve Claridge, que assegurava la participació directa del Leicester a la Premier League. Després de l'ascens, el Leicester va aconseguir quedar entre els 10 primers classificats durant quatre temporades consecutives. A més, O'Neill va acabar amb la mala ratxa de 33 anys sense aconseguir un trofeu important, ajudant al Leicester a guanyar la Copa de la Lliga en dues ocasions, el 1997 i el 2000, i acabant en segona posició de la lliga el 1999. Gràcies a aquests resultats el Leicester es va classificar per disputar la Copa de la UEFA les temporades 1997-98 i 2000-01, primera participació europea del club des de 1961. El juny del 2000 O'Neill va marxar al Celtic.
O'Neill va ser substituït per l'exentrenador de la selecció anglesa sub-21 Peter Taylor. Durant el seu mandat el Leicester va disputar el seu darrer partit en competicions internacionals fins a l'actualitat, que va resultar en una derrota per 3-1 contra l'Estrella Roja de Belgrad, el 28 de setembre de 2000, en el marc de la Copa de la UEFA de 2000-2001. El Leicester va començar molt bé amb Taylor, liderant la Premier League durant dues setmanes a l'agost, i mantenint-se en places europees durant bona part de la temporada, però els mals resultats de l'últim tram el van condemnar a la tretzena posició.
Taylor va ser despatxat després d'un inici terrible la temporada 2001-02, i el seu successor, Dave Bassett, només va mantenir el càrrec durant sis mesos abans de ser substituït per Micky Adams, anunciant-se el canvi poc abans de despatxar Bassett. Aquella temporada el Leicester només va poder guanyar cinc partits.
El Leicester es va traslladar al Walkers Stadium, un estadi amb 32.500 seients, a principis de la temporada 2002-03, acabant amb 111 anys d'estada a Filbert Street. L'empresa Walkers, fabricant de patates xips localitzada a Leicestershire, va adjudicar-se els drets del nom de l'estadi per un període de deu anys. L'octubre de 2002 l'equip va passar a ser gestionat per un consell d'administració amb un deute de 30 milions de lliures. Algunes de les raons per explicar aquest deute van ser la pèrdua de diners provinents de la televisió (ITV Digital, així com l'administració, que havia promès diners als equips de primera divisió pels drets de televisió), la gran massa salarial, baixos ingressos en les transferències de jugadors a altres equips, i els 37 milions de lliures que va costar el nou estadi. Adams no va poder entrar al mercat de transferibles durant bona part de la temporada, fins i tot després que el club fos rescatat quan fou comprat per un consorci liderat per Gary Lineker. Adams va guiar al Leicester fins al sostscampionat de la primera divisió anglesa, aconseguint així l'ascens automàtic a la Premier League, amb més de 90 punts. Això no obstant, el Leicester només es va mantenir una temporada a la màxima categoria anglesa, baixant la temporada següent al recentment creat Championship, successor de la primera divisió.
Quan Adams va dimitir com a entrenador l'octubre de 2004 el va substituir Craig Levein. Aquest moviment es va mostrar desastrós pels interessos de l'equip, car 15 mesos després Levein fou despatxat, havent-se mostrat incapaç d'acostar als Foxes a les places de promoció. L'entrenador assistent, Rob Kelly, es va fer càrrec de la direcció de l'equip, i després de guanyar tres dels quatre partits següents, fou nomenat entrenador del Leicester per la resta de la temporada. Kelly va mantenir l'equip en posicions neutrals, i l'abril de 2006 va ser contractat a tots els efectes.
L'octubre de 2006, l'exgerent del Portsmouth Milan Mandarić fou citat dient que estava interessat en la compra del club, per un preu que rondaria els 6 milions de lliures; en aquell moment, l'equip tenia un valor estimat en 4,2 milions de lliures. La compra es va realitzar oficialment el 13 de febrer de 2007. L'11 d'abril d'aquell any Rob Kelly va ser despatxat i substituït per Nigel Worthington, interinament, i fins a final de temporada. Worthington va salvar l'equip del descens, però no va aconseguir continuar la temporada següent. El 25 de maig el club va anunciar la contractació de l'exentrenador del Milton Keynes Dons, Martin Allen, com el nou entrenador del Leicester, amb un contracte de tres anys. Les relacions d'Allen amb Mandarić es van tensar, fet que va provocar que Allen deixés l'equip després de només 4 partits, el 29 d'agost. El 13 de setembre següent Mandarić va anunciar la contractació de Gary Megson com a nou entrenador de l'equip, citant la "riquesa d'experiència" de Megson com a principal factor per la seva contractació. Això no obstant, Megson va abandonar l'equip el 24 d'octubre, només sis setmanes després de fer-se càrrec del Leicester, a causa de la seva anterior direcció de l'equip del Bolton Wanderers. Aleshores Mandarić va nomenar a Frank Burrows i Gerry Taggart com a entrenadors col·legiats fins que trobés un nou mànager per l'equip.
El 22 de novembre Ian Holloway fou nomenat nou entrenador de l'equip, convertint-se en el primer entrenador del Leicester en 50 anys en guanyar el seu primer partit de lliga al càrrec, en derrotar el Bristol City per 2–0. Aquest èxit inicial no va tenir continuïtat, i el Leicester va acabar descendint la temporada 2007-08. Holloway, de mutu acord, va abandonar l'equip després de menys d'una temporada, essent substituït per Nigel Pearson. La temporada 2008–09 va ser la primera que el Leicester va passar fora de les dues primeres divisions del futbol anglès, tot i que recuperar la categoria en el primer intent, acabant en primera posició de la Football League One després de derrotar per 2–0 al Southend United amb dos partits encara per disputar. La temporada 2009–2010 va significar la resurrecció del Leicester, encara sota la direcció de Pearson, amb el club acabant en 5a posició i classificant-se per la promoció d'ascens a la Premier League en la seva primera temporada a la Championship. Finalment no van aconseguir l'ascens en perdre als penals la semifinal contra el Cardiff City. Al final de la temporada Pearson va marxar per entrenar al Hull City, assegurant que sentia que el club no estava disposat a mantenir-lo, i que Paulo Sousa havia estat convidat pel club en els dos partits de la promoció, marcant-lo com un possible substitut. El dimecres 7 de juliol de 2010 Paulo Sousa va ser confirmat com el substitut de Pearson.

### 2010–present: Era de l'AFI
L'agost de 2010, després d'un acord d'esponsorització per tres anys amb l'empresa King Power, Mandarić va vendre l'equip al consorci tailandès Asian Football Investments (AFI), liderat pel membre del Grup King Power Vichai Raksriaksorn. Mandarić, inversor de l'AFI, es va quedar com a gerent del club. L'1 d'octubre de 2010, després d'un mal inici de temporada, en el qual el Leicester era el cuer de la Football League Championship, amb només una victòria en nou partits, Paulo Sousa va ser despatxat pel club amb efecte immediat. Dos dies més tard, Sven-Göran Eriksson, que havia estat contactat pel club després de la derrota per 6-1 contra l'aleshores cuer Portsmouth, dues setmanes abans, fou nomenat com a nou entrenador de l'equip, signant un contracte per dos anys amb el Leicester. El 10 de febrer de 2011 Vichai Raksriaksorn, membre del consorci Asia Football Investments, fou nomenat com el nou gerent del club després que Mandarić abandonés el novembre anterior el seu càrrec per comprar el Sheffield Wednesday.
El Leicester era considerat com un dels favorits per l'ascens la temporada 2011-12, però el 24 d'octubre, després d'un inici inconsistent dels Foxes, que van guanyar només 5 dels primers 13 partits, Sven-Göran Eriksson va deixar el club per mutu acord. Tres setmanes després Nigel Pearson va tornar per convertir-se en el seu successor. Pearson va aconseguir classificar al Leicester en sisena posició la temporada 2012-13, assegurant la participació del club a la fase de promoció. Això no obstant, l'equip perdria contra el Watford (3-2 en el global), després que Anthony Knockaert fallés un penalt i Troy Deeney anotés en un contraatac posterior a una doble aturada de Manuel Almunia.
L'abril de 2014, una victòria per 2–1 contra el Sheffield Wednesday, sumat a les derrotes del Queens Park Rangers i el Derby County, van permetre al Leicester City assegurar l'ascens a la Premier League després de deu anys d'absència. Més tard, aquell mateix més, una victòria a Bolton va permetre al Leicester proclamar-se campió de la Football League Championship per setena vegada a la seva història.
El Leicester va començar la seva primera temporada a primera des del 2004 amb una bona ratxa de resultats en els seus primers cinc parts, començant amb un empat a 2 contra l'Everton. La primera victòria dels Foxes des del maig de 2004 va ser un 1-0 contra l'Stoke City.
El 21 de setembre de 2014 el Leicester va protagonitzar un dels partits més esbojarrats de la Premier League en derrotar el Manchester United FC per 5–3 al King Power Stadium després de remontar un 1-3 en 30 minuts. També van fer història a la Premier League en convertir-se en el primer equip que derrotava al Manchester United per dos gols de diferència des de l'inici de la lliga el 1992.

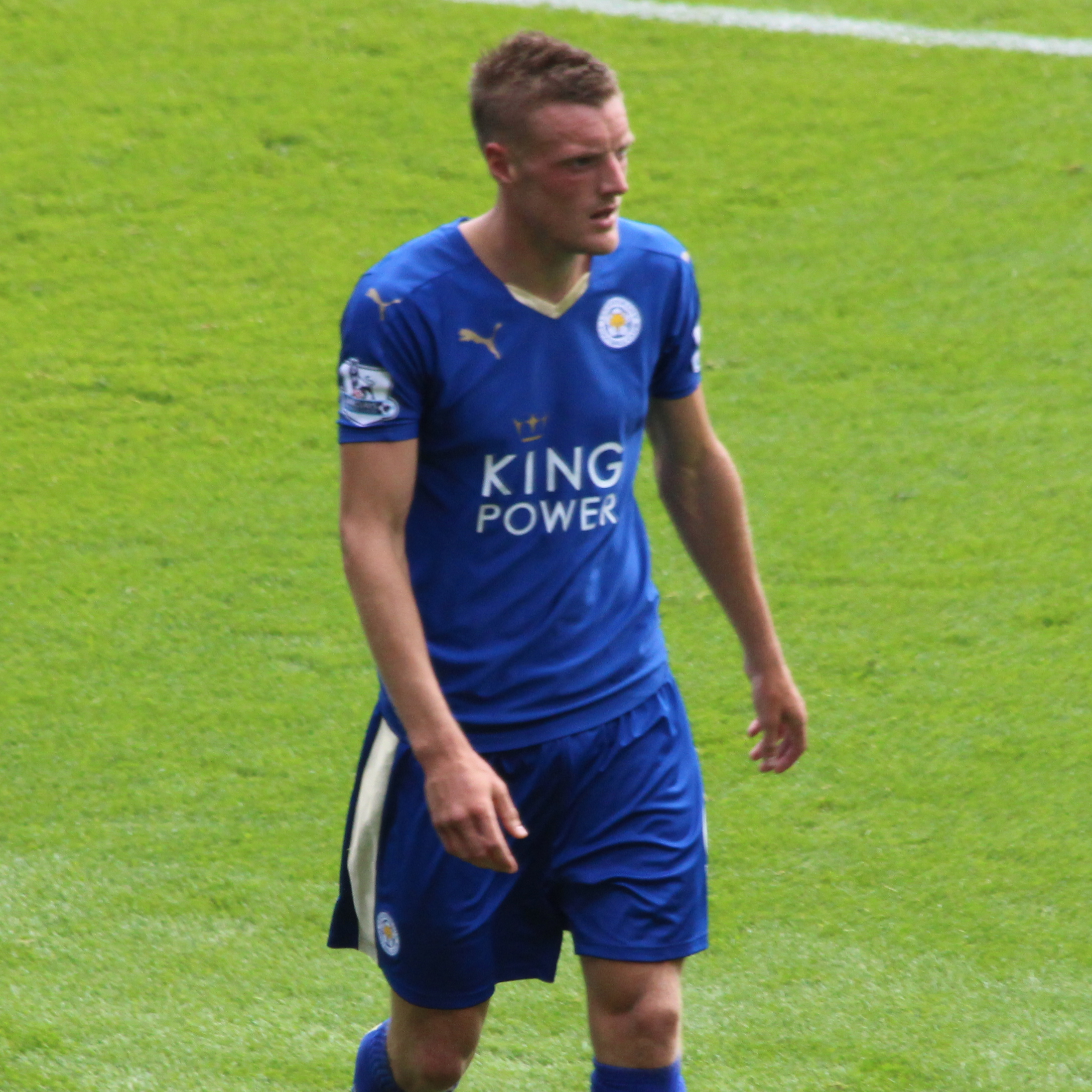
Jamie Vardy va batre el rècord de gols en partits de lliga consecutius al marcar 13 gols en 11 partits pel Leicester el 2015.

Això no obstant, una mala ratxa va acabar col·locant l'equip en l'última posició de la classificació amb només 19 punts en 29 partits el 3 d'abril, i a 7 punts de la salvació. Semblava que el descens era segur, però un espectacular gir de la fortuna, amb 7 victòries en els darrers 9 partits de lliga, van provocar que el Leicester acabés la temporada en 14a posició amb 41 punts. AL'últim partit de la temporada va ser una victòria per 5-1 contra el Queens Park Rangers. Aquest resultat completava, matemàticament, la millor salvació del descens de la història de la Premier League, ja que cap equip amb menys de 20 punts en els primers 29 partits havia pogut salvar la categoria amb anterioritat. També es van convertir en només el tercer equip de la història de la Premier League en salvar la categoria després de ser el darrer classificat per Nadal (essent els altres el West Bromwich Albion el 2005 i el Sunderland el 2014).
El 30 de juny de 2015, tot i així, Pearson va ser despatxat, segons el club, perquè "la relació laboral entre Nigel i la direcció ja no és viable." Aquest moviment es va lligar amb el paper del seu fill, James, en la gravació d'un vídeo sexual racista fet per tres jugadors de l'equip filial del Leicester en un viatge de pretemporada a Tailàndia.
El Leicester City va reaccionar contractant l'antic entrenador del València CF, del Chelsea FC o de la selecció grega, entre d'altres, Claudio Ranieri, com a nou mànager per la temporada 2015-16. Amb Ranieri a la banqueta, l'equip va protagonitzar un inici espectacular de la temporada. El davanter Jamie Vardy va marcar 13 gols en 11 partits consecutius entre l'agost i el novembre, trencant el rècord de Ruud van Nistelrooy, que havia marcat anteriorment en 10 partits consecutius de la Premier League. El 5 de desembre de 2015 el Leicester es trobava líder amb dos punts de marge, a més de ser el màxim golejador de la competició. El 14 de desembre el Leicester va derrotar els campions vigents, el Chelsea, per 2-1 al King Power Stadium, amb gols de Vardy i Riyad Mahrez. El 19 de desembre Mahrez va marcar dos penalts en la victòria contra l'Everton FC per 2–3 a Goodison Park. Aquests eren el 12è i 13è gols de Mahrez aquella temporada, que van provocar que el Leicester fos líder de la Premier League el dia de Nadal.
Després de molts intents per provocar que Ranieri declarés que els objectius de l'equip havien canviat amb relació a l'inici de la temporada, aquest va insistir que l'objectiu del Leicester era la permanència amb "40 punts", fita que es va aconseguir gràcies a l'empat a casa contra el Bournemouth el 2 de gener de 2016. Ranieri havia avançat que només obriria una ampolla de champagne en cas d'assolir la permanència, i que no proposaria nous objectius fins al final de la temporada.
L'empat entre el Chelsea i el Totenham del dilluns 2 de maig de 2016 va confirmar l'històric títol de Lliga del Leicester, la fita més important de la història del club.

## Colors, escut i tradicions

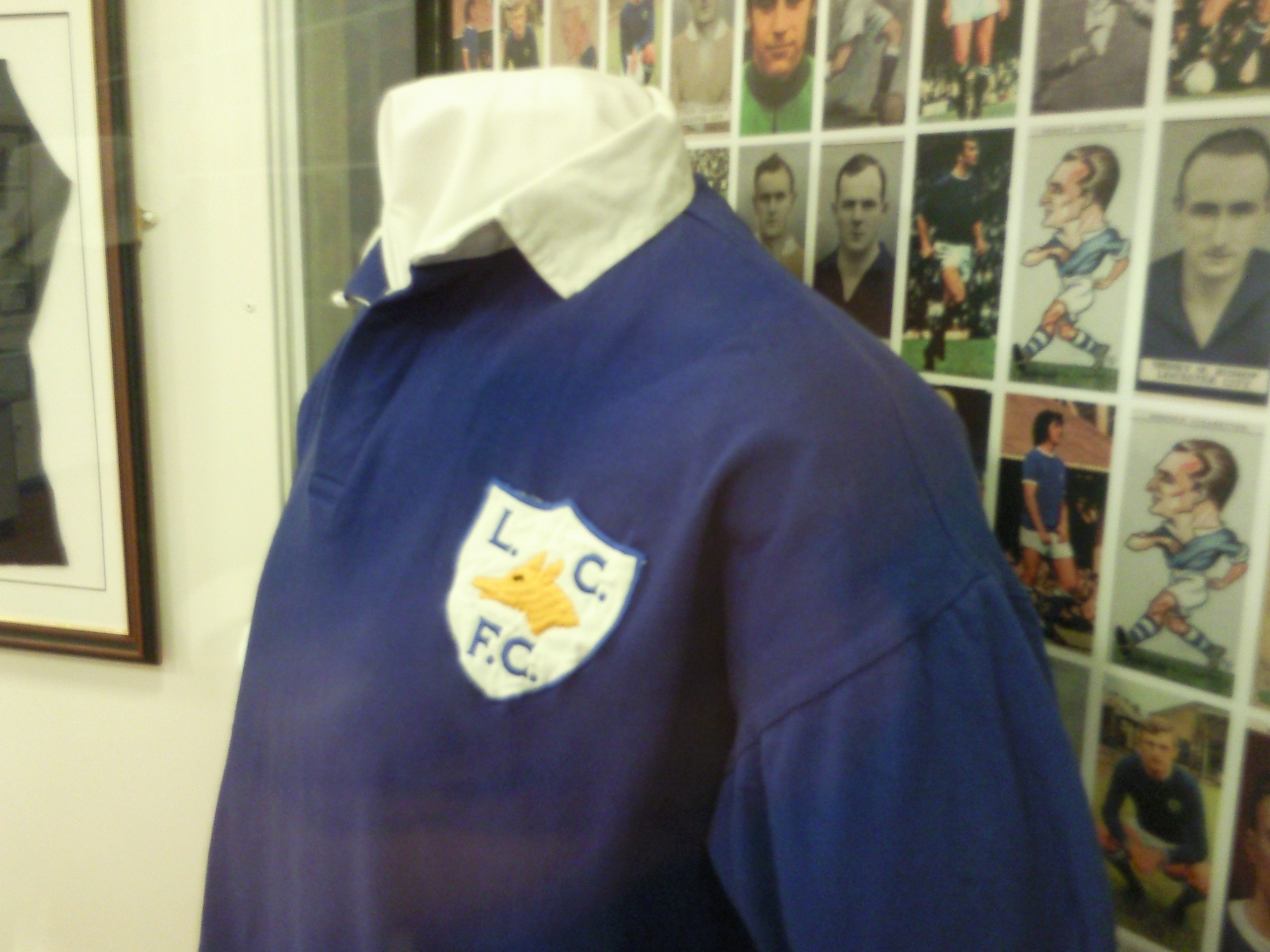
Aquesta samarreta, lluïda el 1948, fou la primera en portar l'escut de l'equip.

Els colors locals de l'equip són el blau reial i el blanc, que han estat utilitzats per les equipacions de l'equip al llarg de la seva història.
La representació de la guineu es va incorporar per primera vegada a l'escut de l'equip el 1948, ja que Leicestershire és conegut per les guineus i per la caça de la guineu. Aquest és l'origen del sobrenom de Les Guineus (o "The Foxes", en anglès). La mascota de l'equip és el personatge anomenat "Filbert Fox" (Guineu Filbert). També hi ha personatges secundaris com "Vickie Vixen" o "Cousin Dennis". L'escut actual és vigent des del 1992. La temporada 2009-10 l'equip va lluí un escut especial per commemorar els 125 anys del club, a més de no portar cap tipus de publicitat a la part frontal de la samarreta. També es van introduir modificacions menors a l'escut.
També amb relació a la tradició de la caça a Leicestershire, el club va adoptar la cançó 'Post Horn Gallop' el 1941, tot i que el seu origen es troba en una tornada del segle xix que indicava l'arribada del correu. Era interpretada per megafonia quan els equips sortien pel túnel de vestidors. Posteriorment, el club va reemplaçar-la per una versió moderna, que actualment s'interpreta en directe abans de la sortida dels jugadors. L'himne oficial del club és 'When You're Smiling', que pot escoltar-se tant en partits que disputen com a locals com de visitants. 'Foxes Never Quit' (Les guineus no abandonen mai) és l'eslogan del club, i està inscrit a l'entrada del túnel de vestidors, a la vista dels jugadors abans de sortir al camp.

### Fabricants i patrocinadors a la samarreta
Des del 2012 l'equipament del Leicester City està fabricat per l'empresa Puma. Amb anterioritat, les empreses que se n'havien fet càrrec havien estat Bukta (1962-64, 1990-92), Admiral (1976-79, 1983-88), Umbro (1979-83), Scoreline (1988-90), Fox Leisure (1992-2000), Le Coq Sportif (2000-05), JJB (2005-07), Jako (2007-09), Joma (2009-10), i Burrda (2010-12). Actualment els patrocinadors són King Power, companyia propietat dels també propietaris del club. El primer logo comercial que va aparèixer en una samarreta del Leicester va ser el d'Ind Coope, el 1983. L'empresa britànica Walkers Crisps va tenir una llarga relació contractual amb el club, patrocinant el Leicester entre 1987 i 2001. D'altres empreses patrocinadores han estat John Bull (1986-87), LG (2001-03), Alliance & Leicester (2003-07), Topps Tiles (2007-09), Jessops (2009-10), i Loros (2009-10).

## Estadi

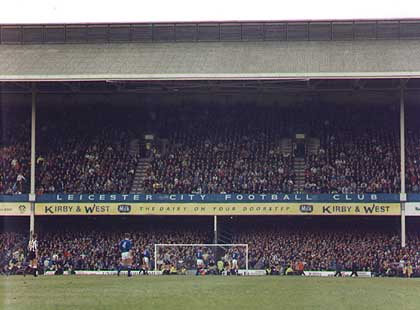
La graderia "Double Decker" de Filbert Street

En els seus primers anys, el Leicester va jugar en nombrosos terrenys, però des que es va afegir a la Football League només ha tingut dos camps. En els seus inicis, l'equip jugava els seus partits en un camp al costat de Fosse Road, motiu pel qual rebé el nom original de Leicester Fosse. Posteriorment jugarien a Victoria Park i, més tard, a Belgrave Road. En el moment de convertir-se en un equip professional, el club es va traslladar a Mill Lane. Després de ser expulsats de Mill Lane, el Leicester va jugar al terreny del County Cricket mentre buscava un emplaçament propi. Finalment, l'equip va apropiar-se d'un terreny a Filbert Street, on s'hi va establir el 1891.
A Filbert Street, el notable arquitecte futbolístic Archibald Leitch hi va realitzar algunes millores, durant el període eduardià, i el 1927 s'hi va construir una nova graderia en dos nivells, anomenada Double Decker, nom que mantindria fins al tancament de l'estadi el 2002. L'estadi no va desenvolupar-se massa més, amb l'excepció de l'afegiment de seients complementaris, fins que el 1993 es va realitzar la nova graderia Carling. Aquesta graderia era impressionant, mentre que la resta del terreny no havia estat tocat des de, com a mínim, la dècada de 1920; aquest fet va portar a l'entrenador Martin O'Neill a dir que acostumava a "portar els nous jugadors pel darrere", veient només, d'aquesta manera, la graderia Carling.

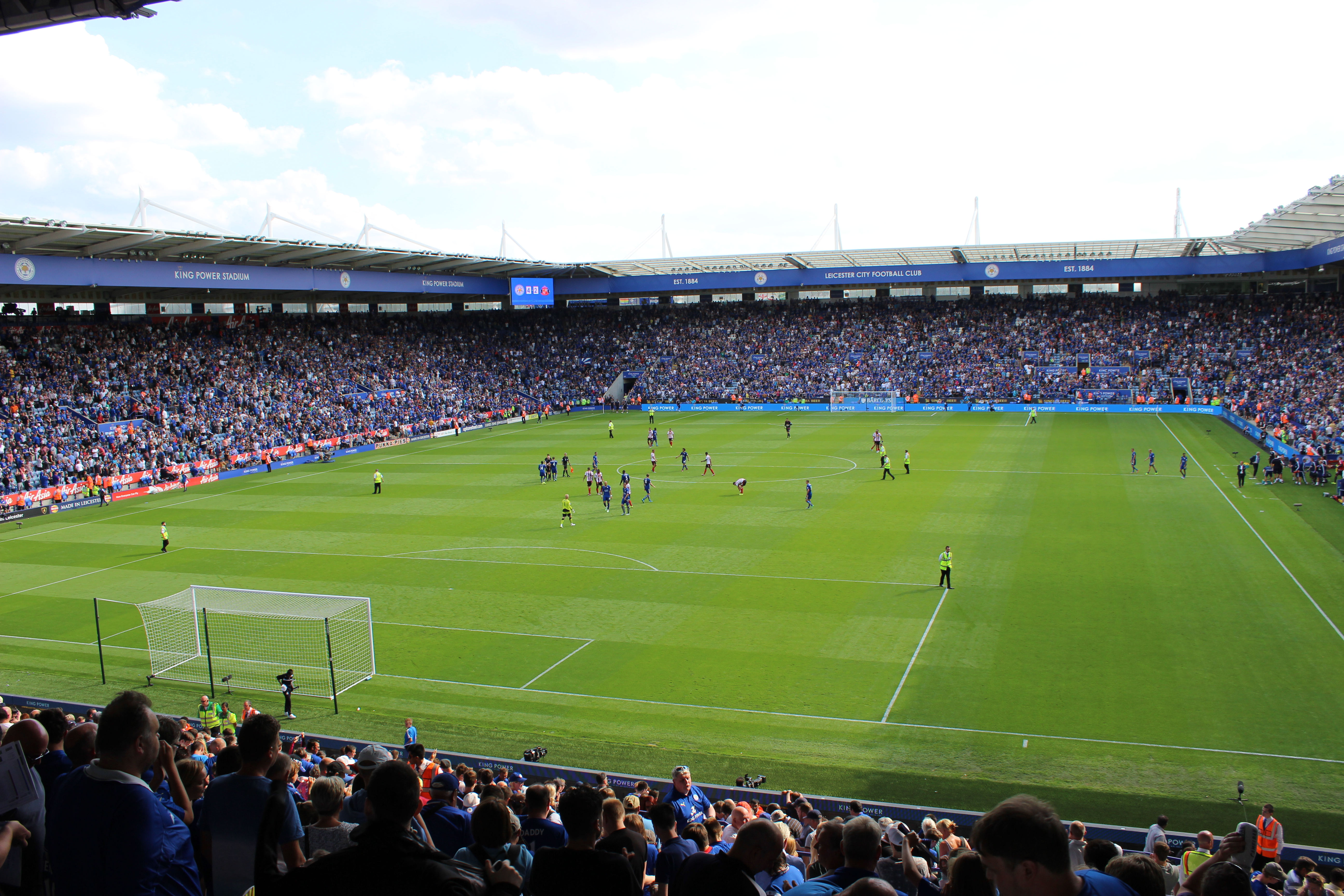
El King Power Stadium, abans conegut com a Walker's Stadium, ha estat l'estadi del Leicester des del 2002

L'equip va deixar Filbert Street el 2002, traslladant-se a un nou estadi amb capacitat per 32.500 espectadors. Originalment, l'estadi va ser batejat com Filbert Way, tot i que després passà a dir-se Walkers Stadium gràcies a un acord comercial amb l'empresa alimentària Walkers, logo de la qual encara pot veure's en diversos punts al voltant de l'estadi. El primer partit disputat al Walkers va ser un amistós entre el Leicester i l'Athletic Club, partit que va acabar en empat a 1, i en el qual Tiko, jugador navarrès, es convertí en el primer a marcar un gol a l'estadi, mentre que Jordan Stewart fou el primer jugador del Leicester en fer-ho. El primer partit oficial va ser una victòria per 2-0 contra el Watford FC. Des d'aleshores, l'estadi també ha acollit un partit internacional de la selecció anglesa, on els locals van derrotar per 2-1 a Sèrbia i Montenegro, així com dos partits de la selecció jamaicana, el primer contra Brasil, i el segon contra Ghana. Més recentment, l'estadi també ha estat utilitzat per acollir les semifinals de l'Heineken Cup de rugbi, disputant-hi els seus partits el Leicester Tigers, club de rugbi principal de la ciutat i emplaçat a una milla del Walkers Stadium.
El 19 d'agost de 2010 es va publicar que els nous propietaris, l'empresa King Power International Group, volien canviar el nom de l'estadi per King Power Stadium, amb la intenció, a més, d'augmentar-ne la capacitat fins a les 42.000 localitats, en cas que el Leicester arribés a la Premier League. El 7 de juliol de 2011 el Leicester City va confirmar que el Walkers Stadium passava a denominar-se King Power Stadium.
El King Power Stadium també ha recordat les velles glòries del club, anomenant sales i salons a l'interior de l'estadi amb el nom dels exjugadors Gordon Banks, Adam Black, Arthur Chandler, Gary Lineker, Arthur Rowley, Sep Smith, Keith Weller, i l'exentrenador Jimmy Bloomfield.

## Afició
Segons les estadístiques d'assistència de la temporada 2013-14, el Leicester era el que tenia el 3r millor percentatge d'assistència a casa, i el 4t millor en els desplaçaments, de totes les divisions de la lliga anglesa, abans de l'ascens a la Premier League. Des del 2010, el desplaçament més gran d'aficionats es va produir en un partit de la FA Cup contra el Nottingham Forest disputat al City Ground el 2012. 8.000 aficionats Foxes es van desplaçar per veure el partit, que va acabar amb un empat a 0. En general, tots els partits que el Leicester juga com a local o com a visitant acaben amb totes les entrades venudes.
Des que l'equip va marxar al nou estadi, el 2002, les dades d'assistència mai han baixat per sota dels 20.000, fins i tot quan van descendir a la League 1 el 2008 per primer cop en la història del club.
Alguns dels aficionats més famosos del Leicester són Engelbert Humperdinck, l'exjugador del club i de la selecció anglesa i presentador del programa Match of the Day Gary Lineker, el presentador de Football League Show i de Late Kick Off Manish Bhasin, Gary Newbon, els membres del grup Kasabian, Tom Meighan i Serge Pizzorno, el cantant i guanyador de The X Factor Sam Bailey, així com els actors John Leguizamo, Thomas Law i David Neilson.

## Rivalitats
Els aficionats del Leicester consideren que el seu principal rival és el Nottingham Forest. El segon màxim rival de l'equip és el Derby County, amb qui disputen el derbi dels East Midlands.
En els darrers anys, un altre dels rivals rellevants del Leicester ha estat el Coventry City FC, situat a només 24 milles de la ciutat, tot i que geogràficament es troba als West Midlands. El partit entre els dos equips s'ha passat a conèixer com el 'Derbi M69', prenent el nom de l'autopista que connecta les dues ciutats.

## Palmarès
- Premier League (1): 2015-16
- FA Cup (1): 2020-21
- Copa de la Lliga (3): 1964, 1997, 2000
- Community Shield (2): 1972, 2021
- Segona Divisió (actualment Football League Championship) (8): 1924–25, 1936–37, 1953–54, 1956–57, 1970–71, 1979–80, 2013–14, 2023–24
- Tercera Divisió (actualment Football League One) (1): 2008-09

## Rècords i estadístiques
Graham Cross manté el rècord de més participacions amb el Leicester, gràcies als 599 partits jugats pel defensa entre 1960 i 1976, tot i que Adam Black té el rècord de més partits de lliga amb el club, amb 528 partits disputats entre 1920 i 1935.
Jamie Vardy va batre el rècord de més partits de la Premier League consecutius marcant un gol la temporada 2015-16 després de fer-ho en 11 partits.
El favanter Arthur Chandler és, actualment, el jugador del club que ha marcat més gols en tota la història, marcant 273 gols en 12 anys; també va aconseguir marcar en 8 partits consecutius la temporada 1924-25. El rècord de més gols en una sola temporada, situat en 44, el manté Arthur Rowley, fita que aconseguí la temporada 1956–57. El gol més matiner de la història del club el va marcar Matty Fryatt, que va marcar al cap de 9 segons de començar un partit contra el Preston North End l'abril de 2006.
El fitxatge més car de la història del club va ser el del davaner de l'HNK Rijeka Andrej Kramarić, per qui el Leicester va pagar un total estimat en 9 milions de lliures, mentre que el segon fitxatge més car fou el de Leonardo Ulloa, també davanter, provinent del Brighton & Hove Albion.
El rècord d'assistència de la història del club és de 47.298, xifra aconseguida contra el Tottenham Hotspur FC a Filbert Street durant un partit de cinquena ronda de la FA Cup del 1928. La màxima assistència en partit de lliga a l'estadi actual, el King Power Stadium, és de 32.148 espectadors, fita aconseguida contra el Newcastle United el 26 de desembre de 2003. Això no obstant, l'assistència més gran històrica en aquest estadi fou de 32.188 espectadors, en el transcurs d'un amistós contra el Reial Madrid disputat el 30 de juliol de 2011.
L'agost de 2015 es va batre el rècord d'assistència al King Power Stadium en partit oficial, en el primer partit de la temporada, i que enfrontava al Leicester amb el Sunderland, i que va acollir 32.242 espectadors.
El Leicester City comparteix amb el Manchester City el rècord de més lligues de segona divisió guanyades de la història, amb un total de 7 títols.
L'equip ha aconseguit arribar a quatre finals de la FA Cup, tot i que les ha perdut en cada ocasió. Així, ostenta el discutit honor de ser el conjunt que ha disputat més finals d'aquesta competició sense guanyar-ne cap.
El Leicester City és un dels únics dos equips (juntament amb el Brighton and Hove Albion) que ha guanyat la Charity Shield tot i no haver guanyat mai la lliga o la FA Cup.
La millor ratxa històrica del Leicester de partits sense perdre, en lliga, es va donar entre l'1 de novembre de 2008 i el 7 de març de 2009, període en el qual va restar 23 partits sense perdre, i en la qual va aconseguir proclamar-se campió de la League One.(Aquesta fou la seva única temporada a la tercera divisió del futbol anglès). El seu rècord de partits guanyats de manera consecutiva es va establir en 9, fita assolida entre el 21 de desembre de 2013 i l'1 de febrer de 2014 (a la segona divisió).
El millor resultat històric del Leicester en lliga és la 2a posició a primera divisió (actualment Premier League) la temporada 1928-29. La seva posició més baixa històrica és la 1a posició aconseguida a la Football League One la temporada 2008-09.

### Resultats històrics en lliga
Des de la seva elecció per disputar la lliga anglesa, el 1894, el Leicester ha passat bona part de la seva història pujant i baixant entre les dues primeres divisions del futbol anglès. El Leicester només ha passat una temporada en tota la seva història fora de les dues primeres divisions: la temporada 2008-09, quan va disputar la League One, la tercera divisió anglesa, després del descens des de la Championship la temporada anterior. Això no obstant, a la League One van quedar en primera posició, motiu pel qual van trigar només un any a recuperar la categoria. El Leicester mai ha disputat una temporada en una categoria inferior a la tercera divisió.
| - 1894–1908 2a Divisió (N2) - 1908–1909 1a Divisió (N1) - 1909–1915 2a Divisió (N2) - 1919–1925 2a Divisió (N2) - 1925–1935 1a Divisió (N1) - 1935–1937 2a Divisió (N2) | - 1937–1939 1a Divisió (N1) - 1946–1954 2a Divisió (N2) - 1954–1955 1a Divisió (N1) - 1955–1957 2a Divisió (N2) - 1957–1969 1a Divisió (N1) - 1969–1971 2a Divisió (N2) | - 1971–1978 1a Divisió (N1) - 1978–1980 2a Divisió (N2) - 1980–1981 1a Divisió (N1) - 1981–1983 2a Divisió (N2) - 1983–1987 1a Divisió (N1) - 1987–1992 2a Divisió (N2) | - 1992–1994 1a Divisió (N2) - 1994–1995 Premier League (N1) - 1995–1996 1a Divisió (N2) - 1996–2002 Premier League (N1) - 2002–2003 1a Divisió (N2) - 2003–2004 Premier League (N1) | - 2004–2008 Championship (N2) - 2008–2009 League One (N3) - 2009–2014 Championship (N2) - 2014–present Premier League (N1) |

 N1 = Primer nivell sistema de lligues; N2 = Segon nivell del sistema de lligues; N3 = Tercer nivell del sistema de lligues.
- Temporades passades al primer nivell del futbol anglès: 48
- Temporades passades al segon nivell del futbol anglès: 62
- Temporades passades al tercer nivell del futbol anglès: 1
- Temporades passades al quart nivell del futbol anglès: 0

(actualitzat fins a la temporada 2015–16)

### Participació en competicions europees
| Temporada | Competició                   | Ronda           | Club              | 1a volta | 2a volta | Global |
| --------- | ---------------------------- | --------------- | ----------------- | -------- | -------- | ------ |
| 1961–62   | Recopa d'Europa de futbol    | Pr              | Glenavon FC       | 4–1      | 3–1      | 7–2    |
| 1961–62   | Recopa d'Europa de futbol    | 1r              | Atlètic de Madrid | 1–1      | 0–2      | 1–3    |
| 1997–98   | Copa de la UEFA              | 1r              | Atlètic de Madrid | 1–2      | 0–2      | 1–4    |
| 2000–01   | Copa de la UEFA              | 1r              | Estrella Roja     | 1–1      | 1–3      | 2–4    |
| 2016-17   | Lliga de Campions de la UEFA | Quarts de Final | Bruges            | 3–0      | 2–1      | 5–1    |
| 2016-17   | Lliga de Campions de la UEFA | Quarts de Final | Porto             | 1–0      | 0–5      | 1–5    |
| 2016-17   | Lliga de Campions de la UEFA | Quarts de Final | Copenhague        | 1–0      | 0–0      | 1–0    |
| 2016-17   | Lliga de Campions de la UEFA | Quarts de Final | Sevilla           | 1–2      | 2–0      | 3–2    |
| 2016-17   | Lliga de Campions de la UEFA | Quarts de Final | Atlètic de Madrid | 0-1      | 1-1      | 1–2    |

Notes
- Pr: Fase prèvia
- 1r: Primera ronda

## Entrenadors
Fins que Peter Hodge no fou contractat, en acabar la Primera Guerra Mundial, el club no tenia un entrenador oficial. El rol nominal de secretari/entrenador existia, però les seves tasques associades a la gestió de l'equip les desenvolupaven la direcció i el comitè de selecció. Fou Hodge qui reorganitzà el sistema del club adjudicant a l'entrenador el control complet sobre els jugadors i la contractació de l'equip esportiu, la selecció dels jugadors i la tàctica. Tot i que el mateix Hodge va rebre, originalment, el títol de "secretari/entrenador", posteriorment ha passat a ser conegut com el primer "entrenador" oficial del Leicester.
Fins aleshores, l'equip havia tingut un total de 9 secretaris/entrenadors permanents, així com 34 entrenadors permanents (sense comptar els cuidadors). Tant Nigel Pearson com Peter Hodge havien estat en dues ocasions separades a càrrec de l'equip. Dave Bassett també va tenir una segona etapa com a entrenador cuidador, després d'ocupar la plaça d'entrenador permanent. A continuació, segueix un llistat amb tots els entrenadors de la història del club (sense tenir en compte els cuidadors).
(Nota: Durant la temporada 1986-87, Gordon Milne i Bryan Hamilton van compartir les tasques d'entrenador, amb Milne assumint el títol d'"Entrenador General" (General Manager en anglès) i Hamilton el de "Director de l'Equip" (Team Manager)
| Dates     | Nom                             | Notes |
| --------- | ------------------------------- | --- |
| 1919–1926 | Peter Hodge                     | Campions de la segona divisió la temporada 1924-25 |
| 1926–1934 | William Orr                     | Segons primera divisió la temporada 1928-29 – Millor resultat històric en lliga del club |
| 1932–1934 | Peter Hodge                     | |
| 1934–1936 | Arthur Lochhead                 | |
| 1936–1939 | Frank Womack                    | Campions de la segona divisió la temporada 1936-37 |
| 1939–1945 | Tom Bromilow                    | |
| 1945–1946 | Tom Mather                      | |
| 1946–1949 | Johnny Duncan                   | Subcampions de la FA Cup el 1949 |
| 1949–1955 | Norman Bullock                  | Campions de la segona divisió la temporada 1953-54 |
| 1955–1958 | David Halliday                  | Campions de la segona divisió la temporada 1956-57 |
| 1958–1968 | Matt Gillies                    | Entrenador durant més temporades. Entrenador durant més partits en la història del club. Subcampió de la FA Cup els anys 1961 i 1963. Campió de la Copa de la Lliga l'any 1964 i subcampió l'any 1965. |
| 1968–1971 | Frank O'Farrell                 | Subcampió de la FA Cup l'any 1969. Campió de la segona divisió la temporada 1970-71 |
| 1971–1977 | Jimmy Bloomfield                | |
| 1977–1978 | Frank McLintock                 | |
| 1978–1982 | Jock Wallace                    | Campió de la segona divisió la temporada 1979-80 |
| 1982–1986 | Gordon Milne                    | Ascens a primera divisió la temporada 1982-83 |
| 1986–1987 | Gordon Milne and Bryan Hamilton | |
| 1987      | Bryan Hamilton                  | |
| 1987–1991 | David Pleat                     | |
| 1991–1994 | Brian Little                    | Ascens a la Premier League la temporada 1993-94 |
| 1994–1995 | Mark McGhee                     | |
| 1995–2000 | Martin O'Neill                  | Ascens a la Premier League la temporada 1995-96. Campió de la Copa de la Lliga els anys 1997 i 2000, i finalista de l'any 1999.                                                                        |
| 2000–2001 | Peter Taylor                    | |
| 2001–2002 | Dave Bassett                    | |
| 2002–2004 | Micky Adams                     | Segon classificat de la segona divisió la temporada 2002-03 |
| 2004–2006 | Craig Levein                    | |
| 2006–2007 | Rob Kelly                       | |
| 2007      | Martin Allen                    | |
| 2007      | Gary Megson                     | |
| 2007–2008 | Ian Holloway                    | |
| 2008–2010 | Nigel Pearson                   | Campió de la Football League One la temporada 2008-09. |
| 2010      | Paulo Sousa                     | |
| 2010–2011 | Sven-Göran Eriksson             | |
| 2011–2015 | Nigel Pearson                   | Campió de la Football League Championship la temporada 2013-14. |
| 2015–2017 | Claudio Ranieri                 | Campió de la Premier League la temporada 2015-16 |

## Jugadors

### Capitans
| Data      | Nom              |
| --------- | ---------------- |
| 1987–1992 | Ally Mauchlen    |
| 1992–1993 | Steve Walsh      |
| 1993–1994 | Gary Mills       |
| 1995–1996 | Garry Parker     |
| 1996–1999 | Steve Walsh      |
| 1999–2005 | Matt Elliott     |
| 2005–2006 | Danny Tiatto     |
| 2006–2007 | Paddy McCarthy   |
| 2007–2008 | Stephen Clemence |
| 2008–2011 | Matt Oakley      |
| 2011–2012 | Matt Mills       |
| 2012–     | Wes Morgan       |

### Jugador de l'any
El premi al jugador de l'any del Leicester City es concedeix mitjançant una votació entre els aficionats de l'equip al final de cada temporada.
| Any       | Guanyador     |
| --------- | ------------- |
| 1987–88   | Steve Walsh   |
| 1988–89   | Alan Paris    |
| 1989–90   | Gary Mills    |
| 1990–91   | Tony James    |
| 1991–92   | Gary Mills    |
| 1992–93   | Colin Hill    |
| 1993–94   | Simon Grayson |
| 1994–95   | Kevin Poole   |
| 1995–96   | Garry Parker  |
| 1996–97   | Simon Grayson |
| 1997–98   | Matt Elliott  |
| 1998–99   | Tony Cottee   |
| 1999–2000 | Gerry Taggart |
| 2000–01   | Robbie Savage |

| Any     | Guanyador         |
| ------- | ----------------- |
| 2001–02 | Robbie Savage     |
| 2002–03 | Paul Dickov       |
| 2003–04 | Les Ferdinand     |
| 2004–05 | Danny Tiatto      |
| 2005–06 | Joey Guðjónsson   |
| 2006–07 | Iain Hume         |
| 2007–08 | Richard Stearman  |
| 2008–09 | Steve Howard      |
| 2009–10 | Jack Hobbs        |
| 2010–11 | Richie Wellens    |
| 2011–12 | Kasper Schmeichel |
| 2012–13 | Wes Morgan        |
| 2013–14 | Danny Drinkwater  |
| 2014–15 | Esteban Cambiasso |

| Any     | Guanyador         |
| ------- | ----------------- |
| 2015–16 | Riyad Mahrez      |
| 2016–17 | Kasper Schmeichel |
| 2017–18 | Harry Maguire     |
| 2018–19 | Ricardo Pereira   |

### Membres del Saló de la Fama anglès
Els següents jugadors han jugat al Leicester i han estat afegits al Saló de la Fama del futbol anglès:
- Gordon Banks 2002 (membre inaugural)
- Peter Shilton 2002 (membre inaugural)
- Gary Lineker 2003
- Don Revie 2004 (afegit com a entrenador)
- Frank McLintock 2009

### 100 llegendes de la lliga
El Football League 100 Legends és un llistat dels "100 jugadors de futbol llegendaris", produït per la lliga anglesa el 1998, per celebrar el 100 aniversari de la lliga. També inclou jugadors de la Premier League, i els noms següents són els exjugadors del Leicester City que hi foren inclosos:
- Arthur Rowley
- Gordon Banks
- Frank McLintock
- Peter Shilton
- Gary Lineker

### Jugadors a la Copa del Món
Els següents jugadors han estat seleccionats pel seu país per disputar la fase final de la Copa del Món mentre jugaven al Leicester.
- John Anderson (1954)
- Willie Cunningham (1958)
- Ken Leek (1958)
- Gordon Banks (1966) – Va guanyar la Copa del Món de 1966 mentre jugava al Leicester
- John O'Neill (1982, 1986)
- Paul Ramsey (1986)
- Gary McAllister (1990)
- David Kelly (1990)
- Matt Elliott (1998)
- Kasey Keller (1998)
- Muzzy Izzet (2002)
- Riyad Mahrez (2014)

### Jugadors amb més de 300 partits amb el Leicester
Només inclou els partits en competicions oficials. Els jugadors que encara estan al club, en negreta.
| - Graham Cross 599 - Adam Black 557 - Hugh Adcock 460 - Mark Wallington 460 - Steve Walsh 450 - Arthur Chandler 419 - John Sjoberg 413 - Mal Griffiths 409 - Steve Whitworth 400 |  | - Sep Smith 373 - Mike Stringfellow 370 - Richie Norman 365 - Gordon Banks 356 - John O'Neill 345 - Dave Gibson 339 - Peter Shilton 339 - Colin Appleton 333 - Andy King 331 |  | - Dennis Rofe 324 - Paul Ramsey 322 - Arthur Rowley 321 - Arthur Lochhead 320 - Muzzy Izzet 319 - Ian Wilson 318 - Derek Hines 317 - Lenny Glover 305 |  |

### Jugadors amb més de 50 gols amb el Leicester
Només inclou els gols en competicions oficials. Els jugadors que encara estan al club, en negreta.
| - Arthur Chandler 273 - Arthur Rowley 265 - Ernie Hine 156 - Derek Hines 117 - Arthur Lochhead 114 - Gary Lineker 103 - Mike Stringfellow 97 - Johnny Duncan 95 - Jimmy Walsh 91 - Jack Lee 84 |  | - Alan Smith 84 - Frank Worthington 78 - Mal Griffiths 76 - Ken Keyworth 76 - Danny Liddle 71 - Arthur Maw 64 - Matty Fryatt 62 - Steve Walsh 62 - Steve Lynex 60 - David Nugent 59 |  | - Andy King 59 - Fred Shinton 58 - Jack Bowers 56 - Dave Gibson 53 - Jackie Sinclair 53 - Hugh Adcock 52 - George Dewis 51 - Gary McAllister 51 - Jamie Vardy 50 |  |

## Premis individuals

### Nominats al premi al millor jugador europeu de l'any
Els següents jugadors han estat nominats al premi Pilota d'Or al millor jugador del futbol europeu (millor jugador del món des del 1995) mentre jugaven al Leicester:
- Gordon Banks (1966)[89]

### Millor Jugador de l'Any de l'Associació de Futbolistes Professionals
Els següents jugadors han guanyat el Premi al Millor Jugador de l'Any de l'Associació de Futbolistes Professionals mentre jugaven al Leicester:
- 2016 -  Riyad Mahrez[90]

### Millor Jugador de l'Any de l'Associació de Periodistes Futbolístics
TEls següents jugadors han guanyat el Premi al Millor Jugador de l'Any de l'Associació de Periodistes Futbolístics mentre jugaven al Leicester:
- 2016 -  Jamie Vardy[91]

### Bota d'Or anglesa
Els següents jugadors han guanyat la Bota d'Or anglesa al màxim golejador del país mentre estaven al Leicester (Nota: Aquest títol només s'entrega a jugadors de la primera divisió del futbol anglès):
- Gary Lineker (1984–85) (títol compartit)

### Bota d'Or de la segona divisió
Els següents jugadors han guanyat la Bota d'Or per haver estat els màxims golejadors de la segona divisió del futbol anglès mentre estaven al Leicester:
- David Skea (1894–95)
- Arthur Chandler (1924–25)
- Jack Bowers (1936–37)
- Arthur Rowley (1952–53), (1956–57)
- Willie Gardiner (1955-56)
- Gary Lineker (1982-83)

### Jugador de l'Any de la Football League
Els següents jugadors han guanyat el premi al millor jugador de la seva divisió dels Premis de la Football League mentre estaven al Leicester:
- Matty Fryatt (League One, 2009)

### Entrenador de l'Any
Els següents entrenadors han estat nomenats entrenadors de l'any per part de l'associació anglesa d'entrenadors mentre estaven al Leicester:
- Nigel Pearson (Championship, 2014)
- Claudio Ranieri (General, 2016; Premier League, 2016)[93]

### Equip de l'any
Els següents jugadors han format part de l'equip de l'any de la PFA mentre estaven al Leicester:
- 1979 – Second Division –  Mark Wallington
- 1982 – Second Division –  Mark Wallington
- 1989 – Second Division –  Gary McAllister
- 1990 – Second Division –  Gary McAllister
- 1996 – First Division –  Garry Parker,  Steve Claridge
- 2003 – First Division –  Muzzy Izzet,  Paul Dickov
- 2009 – League One –  Jack Hobbs,  Matt Oakley,  Matty Fryatt
- 2011 – Championship –  Kyle Naughton,  Andy King
- 2013 – Championship –  Kasper Schmeichel,  Wes Morgan
- 2014 – Championship –  Kasper Schmeichel,  Wes Morgan,  Danny Drinkwater
- 2016 – Premier League –  Wes Morgan,  N'Golo Kanté,  Riyad Mahrez,  Jamie Vardy[94]